# Itaipu Parquetec
O Itaipu Parquetec é uma entidade de direito privado, sem fins lucrativos, criado em 2003, pela Itaipu Binacional, a partir da ampliação da missão de "gerar energia elétrica de qualidade, com responsabilidade social e ambiental, impulsionando o desenvolvimento econômico, turístico e tecnológico, sustentável, no Brasil e no Paraguai.”
Inicialmente, o Itaipu Parquetec recebeu o nome de Parque Tecnológico Itaipu, mas em 2024, após um rebranding, passou a se chamar Itaipu Parquetec.
Reconhecido por ser um ecossistema de inovação que integra entidades como instituições de ensino, empresas e órgãos governamentais, o Itaipu Parquetec promove a sinergia e a troca de conhecimentos em prol do desenvolvimento de soluções para a sociedade.  
A sua visão é ser um ecossistema vibrante em oportunidades e referência em pesquisa, inovação, empreendedorismo, soluções e tecnologias, e sua missão é transformar conhecimento e inovação em bem-estar social.
As áreas de atuação estratégica do Itaipu Parquetec são voltadas para a pesquisa e desenvolvimento, empreendedorismo e negócios, tecnologias e soluções, educação e extensão e gestão e operação de empreendimentos:

## Empreendedorismo e negócios
Atua como um ecossistema que fomenta o empreendedorismo, o desenvolvimento de negócios inovadores e arranjos produtivos, com suporte a startups de fase inicial até programas de aceleração e inovação aberta para incentivar a colaboração em negócios e parcerias estratégicas com o setor público e privado.

## Tecnologias e soluções
Além de conduzir projetos de pesquisa e desenvolvimento, o Itaipu Parquetec atua na identificação, integração e implementação de tecnologias, metodologias e soluções avançadas, na transferência e disseminação tecnológica, visando a entrega de soluções de alto valor que beneficiam a sociedade.

## Educação e extensão
Com o objetivo de gerar e disseminar conhecimento técnico e científico, fornece acesso ao conhecimento de ponta e promove a aprendizagem contínua orientada aos avanços tecnológicos.

## Gestão e operação de empreendimentos
Atua para administrar com eficiência e inovação os empreendimentos próprios, concedidos ou de terceiros, por meio da gestão competente das infraestruturas e serviços necessários para sustentar suas operações, envolvendo espaços de escritórios, instalações de pesquisa, negócios, criando oportunidades para parceiros e a comunidade.
O Itaipu Parquetec também realiza a gestão e operação do Complexo Turístico Itaipu (CTI), responsável pelas visitas turísticas à Usina de Itaipu, oferecendo experiências turísticas incríveis, planejadas e sustentáveis a visitantes de todo o mundo. Todos os recursos obtidos com a comercialização de ingressos, além de custear toda operação do turismo sustentável, são investidos em projetos e ações ligados ao propósito do Parque Tecnológico, que impactam o desenvolvimento da região, fortalecem o Destino Iguaçu, além do turismo local e regional.

## Linha do tempo
Em 2003, houve a assinatura da Carta de Intenções para a criação do Parque Tecnológico Itaipu (PTI), e o início das atividades se deu na sede provisória localizada no campus da Unioeste. Em 2004, ocorreu a inauguração oficial do PTI. No ano seguinte, em 2005, foi criada a Fundação Parque Tecnológico Itaipu - Brasil e as primeiras empresas da Incubadora Empresarial do PTI começaram a surgir. Além disso, foi inaugurado o espaço acadêmico, incluindo o Centro de Engenharias e Ciências Exatas da Unioeste.  
Em 2007 o PTI assumiu a gestão do Complexo Turístico Itaipu. Também nesse ano, foi inaugurado o Laboratório de Eficiência Energética do Procel. Em 2008, o Centro de Estudos Avançados em Segurança de Barragens (CEASB) e o Laboratório de Automação e Simulação de Sistemas Elétricos (LASSE) foram inaugurados.  
Em 2010, as aulas da Universidade Federal da Integração Latino-Americana (UNILA) tiveram início e foi criado o Laboratório de Biogás. Em 2011, surgiu o projeto Baterias de Sódio.  
No ano de 2012, foi inaugurada a primeira fase do Edifício das Águas e durante a RIO+20, foi lançado o CIBiogás.  
Em 2014, foi implantada a planta para a produção experimental de hidrogênio, a primeira do Paraná e segunda da região Sul do Brasil, além da inauguração da Biblioteca Paulo Freire.  
Em 2016, houve a inauguração do Data Center Tércio Pacitti e o PTI recebeu o prêmio de “Excelência e Inovação do Turismo” pela Organização Mundial do Turismo. Em 2017, foi criado o Laboratório Multiusuário de Engenharias e o PTI tornou-se signatário do Pacto Global da ONU.  
Em 2019, foram inaugurados a segunda fase do Edifício das Águas e o Laboratório Vivo de Cidades Inteligentes. No ano de 2020, foi implementado o novo planejamento estratégico e lançado programa Acelera Foz.  
Em 2021, foi criada a primeira spin-off dos Centros de Competência, Lean Automation Smart Systems (Lasse), e o Labmaker Iguaçu. Também foram lançados o Smart Vitrine, a escola internacional de sustentabilidade (EIS) e uma unidade da Incubadora Santos Dumont na Unioeste, em Marechal Cândido Rondon.  
Finalmente, em 2022, foi inaugurado o Espaço Impulso, um hub de inovação voltado para o cooperativismo e agronegócio, e o Hangar PTI Startups - Cidades Inteligentes. Foram lançados também o Programa de Inovação Aberta 5G, o “Itaipu Let5Go Startups” e o “PTI 5GLab” para o desenvolvimento de novas aplicações e modelos de negócios em tecnologia 5G. Ainda nesse ano a Incubadora Santos Dumont recebeu a certificação CERNE 4.

## Universidades inseridas no Itaipu Parquetec
- Universidade Estadual do Oeste do Paraná (Unioeste)

- Universidade Federal da Integração Latino-Americana (UNILA)

- Universidade Aberta do Brasil (UAB)

- Colégio Sesi Internacional Trilíngue;

## Projetos sociais presentes no ecossistema Itaipu Parquetec
- Trilha Jovem (Polo Iguassu)

- Programa ViraVida (Sesi)

## Localização
O Itaipu Parquetec está instalado nas dependências da margem brasileira da Usina Hidrelétrica de Itaipu Binacional, com uma área de 75,54 hectares com uma área construída maior que 55 mil m², composta por salas de aula, laboratórios de ensino e pesquisa, centros de excelência, ICTs, incubadora de empresas, salas de reunião, estruturas utilizadas em prol do desenvolvimento científico e tecnológico, da inovação, de negócios, da formação de competências, da qualificação técnica e do fortalecimento de atividades produtivas do território.
O PTI possui suas instalações em Foz do Iguaçu, mas conta também com infraestruturas tecnológicas em ambientes de inovação em Cascavel e Marechal Cândido Rondon, principalmente na temática de empreendedorismo inovador. Por meio da Incubadora Santos Dumont, o Parque Tecnológico implementa ações para desenvolver cultura da inovação, qualificação e incubação de startups para gerar soluções inovadoras aos desafios tecnológicos do mercado.